# Viols-le-Fort
Pour les articles homonymes, voir Viol (homonymie) et Le Fort.
Viols-le-Fort (en occitan Vuòlh lo Fòrt) est une commune française située dans le nord-est du département de l'Hérault, en région Occitanie.
Exposée à un climat méditerranéen, aucun cours d'eau permanent n'est répertorié sur la commune. La commune possède un patrimoine naturel remarquable : deux sites Natura 2000 (les « gorges de l'Hérault » et les « hautes garrigues du Montpelliérais ») et cinq zones naturelles d'intérêt écologique, faunistique et floristique.
Viols-le-Fort est une commune rurale qui compte 1 223 habitants en 2022, après avoir connu une forte hausse de la population depuis 1968.  Elle fait partie de l'aire d'attraction de Montpellier. Ses habitants sont appelés les Violiens et Violiennes, anciennement Violifortennes et Violifortins.

## Géographie

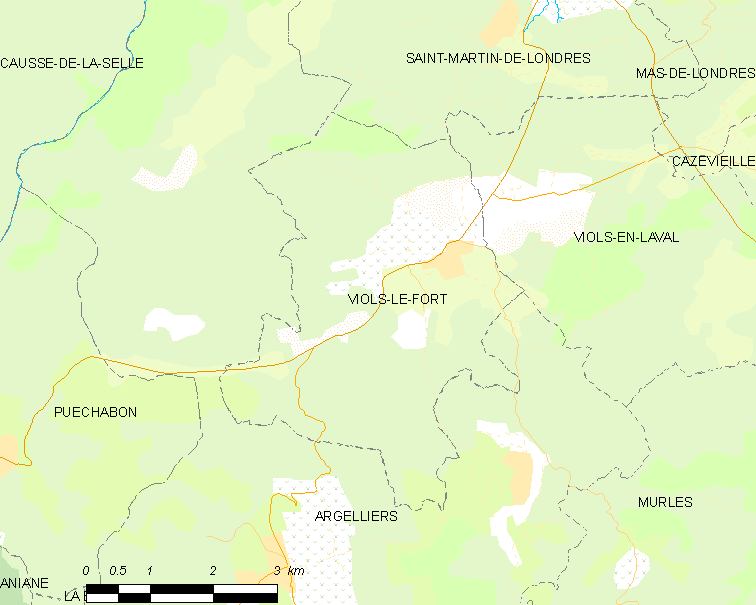
Carte du territoire communal.

Viols-le-Fort se situe dans le Sud de la France au nord de la ville de Montpellier (Hérault, 34) dans la région Occitanie.

### Communes limitrophes et proches
| St-André-de-Buèges (12.16 / 28,93 km) Causse-de-la-Selle (8.31 / 19,27 km) Pégairolles-de-Buèges (11.77 / 28,48 km)      | Brissac (15.10 / 23,64 km)    | St-Bauzille-de-Putois (17.19 / 19,82 km) St-Martin-de-Londres (5.91 / 6,64 km) ND-de-Londres (10.99 / 13,49 km) Viols-en-Laval (1.98 / 2,40 km) Cazevieille (7.44 / 8,87 km) |
| St-Privat (22.41 / 34,30 km)                                                                                             | Viols-le-Fort                 | Le Triadou (11.92 / 15,85 km) |
| St-Guilhem-le-Désert (12.54 / 19,23 km) Puéchabon (7.62 / 9,07 km) Aniane (10.86 / 14,93 km) Argelliers (5.40 / 7,86 km) | Montarnaud (10.36 / 13,50 km) | Les Matelles (8.59 / 12,04 km) St-Gély-du-Fesc (9.84 / 14,44 km) Combaillaux (9.70 / 17,38 km) Murles (6.86 / 9,24 km) Vailhauquès (7.96 / 10,38 km)                         |

### Climat
Pour des articles plus généraux, voir Climat de l'Occitanie et Climat de l'Hérault.
En 2010, le climat de la commune est de type climat méditerranéen franc, selon une étude s'appuyant sur une série de données couvrant la période 1971-2000. En 2020, Météo-France publie une typologie des climats de la France métropolitaine dans laquelle la commune est exposée à un climat méditerranéen et est dans la région climatique  Provence, Languedoc-Roussillon, caractérisée par une pluviométrie faible en été, un très bon ensoleillement (2 600 h/an), un été chaud (21,5 °C), un air très sec en été, sec en toutes saisons, des vents forts (fréquence de 40 à 50 % de vents > 5 m/s) et peu de brouillards.
Pour la période 1971-2000, la température annuelle moyenne est de 13,2 °C, avec une amplitude thermique annuelle de 16,2 °C. Le cumul annuel moyen de précipitations est de 1 016 mm, avec 7,1 jours de précipitations en janvier et 3 jours en juillet. Pour la période 1991-2020, la température moyenne annuelle observée sur la station météorologique la plus proche, située sur la commune de Saint-Martin-de-Londres à 6 km à vol d'oiseau, est de 13,8 °C et le cumul annuel moyen de précipitations est de 1 087,5 mm,. Pour l'avenir, les paramètres climatiques de la commune estimés pour 2050 selon différents scénarios d'émission de gaz à effet de serre sont consultables sur un site dédié publié par Météo-France en novembre 2022.

### Milieux naturels et biodiversité

#### Réseau Natura 2000

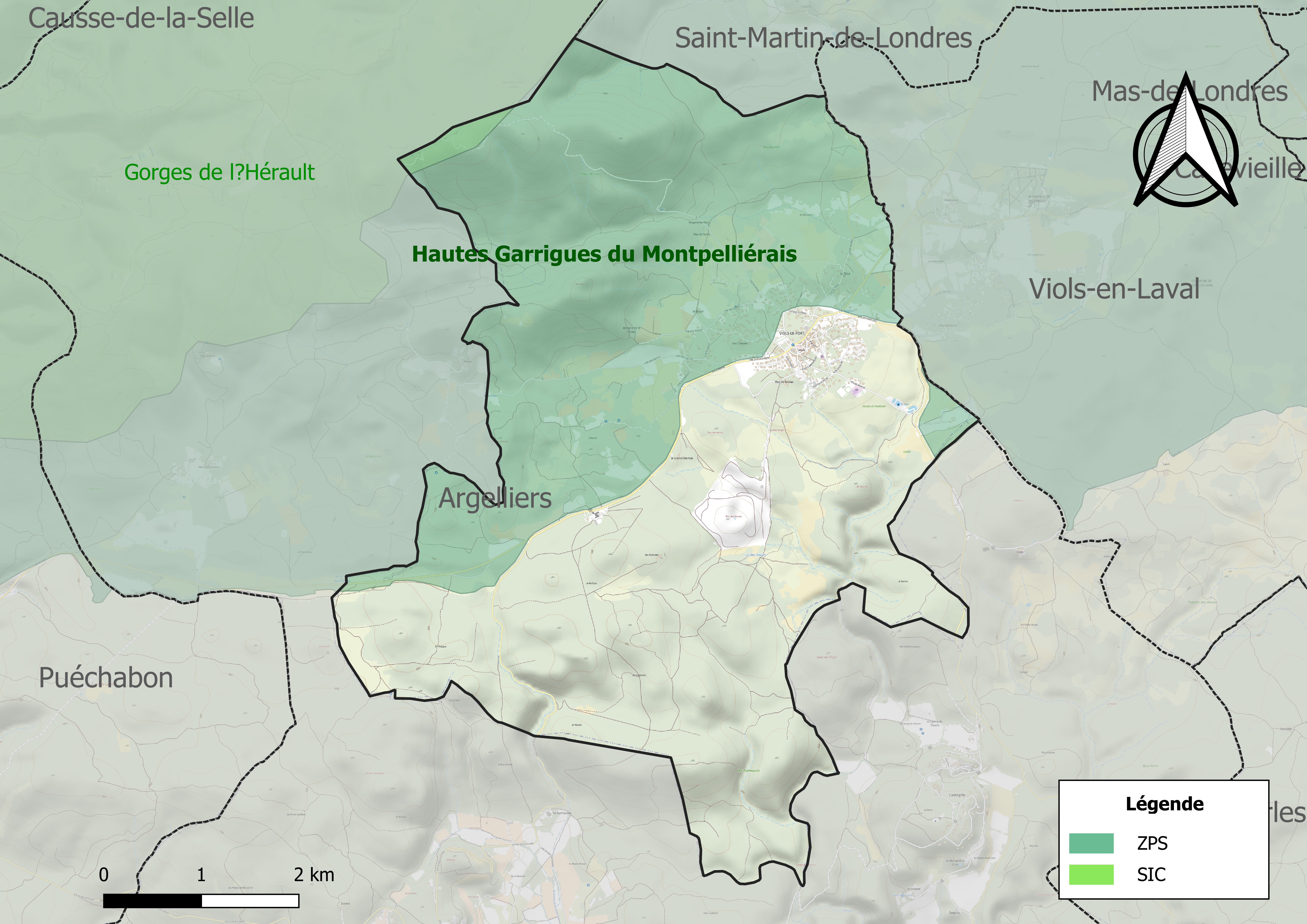
Site Natura 2000 sur le territoire communal.

Le réseau Natura 2000 est un réseau écologique européen de sites naturels d'intérêt écologique élaboré à partir des directives habitats et oiseaux, constitué de zones spéciales de conservation (ZSC) et de zones de protection spéciale (ZPS).
Un site Natura 2000 a été défini sur la commune au titre de la directive habitats :
- les « gorges de l'Hérault », d'une superficie de 21 736 ha, entaillent un massif calcaire vierge de grandes infrastructures dont les habitats forestiers (forêt de Pins de Salzman et chênaie verte) et rupicoles sont bien conservés. La pinède de Pins de Salzmann de Saint-Guilhem-le-Désert est une souche pure et classée comme porte-graines par les services forestiers. Il s'agit d'une forêt développée sur des roches dolomitiques[11]

et un au titre de la directive oiseaux : 
- les « hautes garrigues du Montpelliérais », d'une superficie de 45 444 ha, abritant trois couples d'Aigles de Bonelli, soit 30 % des effectifs régionaux[12].

#### Zones naturelles d'intérêt écologique, faunistique et floristique
L’inventaire des zones naturelles d'intérêt écologique, faunistique et floristique (ZNIEFF) a pour objectif de réaliser une couverture des zones les plus intéressantes sur le plan écologique, essentiellement dans la perspective d’améliorer la connaissance du patrimoine naturel national et de fournir aux différents décideurs un outil d’aide à la prise en compte de l’environnement dans l’aménagement du territoire.
Deux ZNIEFF de type 1 sont recensées sur la commune :
les « bois dolomitiques des Matelettes » (243 ha), couvrant 2 communes du département et les « mares de Cazarils et de Caunas » (415 ha), couvrant 3 communes du département
et trois ZNIEFF de type 2, : 
- les « garrigues boisées du nord-ouest du Montpelliérais » (16 219 ha), couvrant 17 communes du département[16] ;
- le « massif des gorges de l'Hérault et de la Buège » (21 342 ha), couvrant 17 communes du département[17] ;
- les « Pic-Saint-Loup et Hortus » (11 816 ha), couvrant 14 communes dont une dans le Gard et 13 dans l'Hérault[18].

Carte des ZNIEFF de type 1 et 2 à Viols-le-Fort.
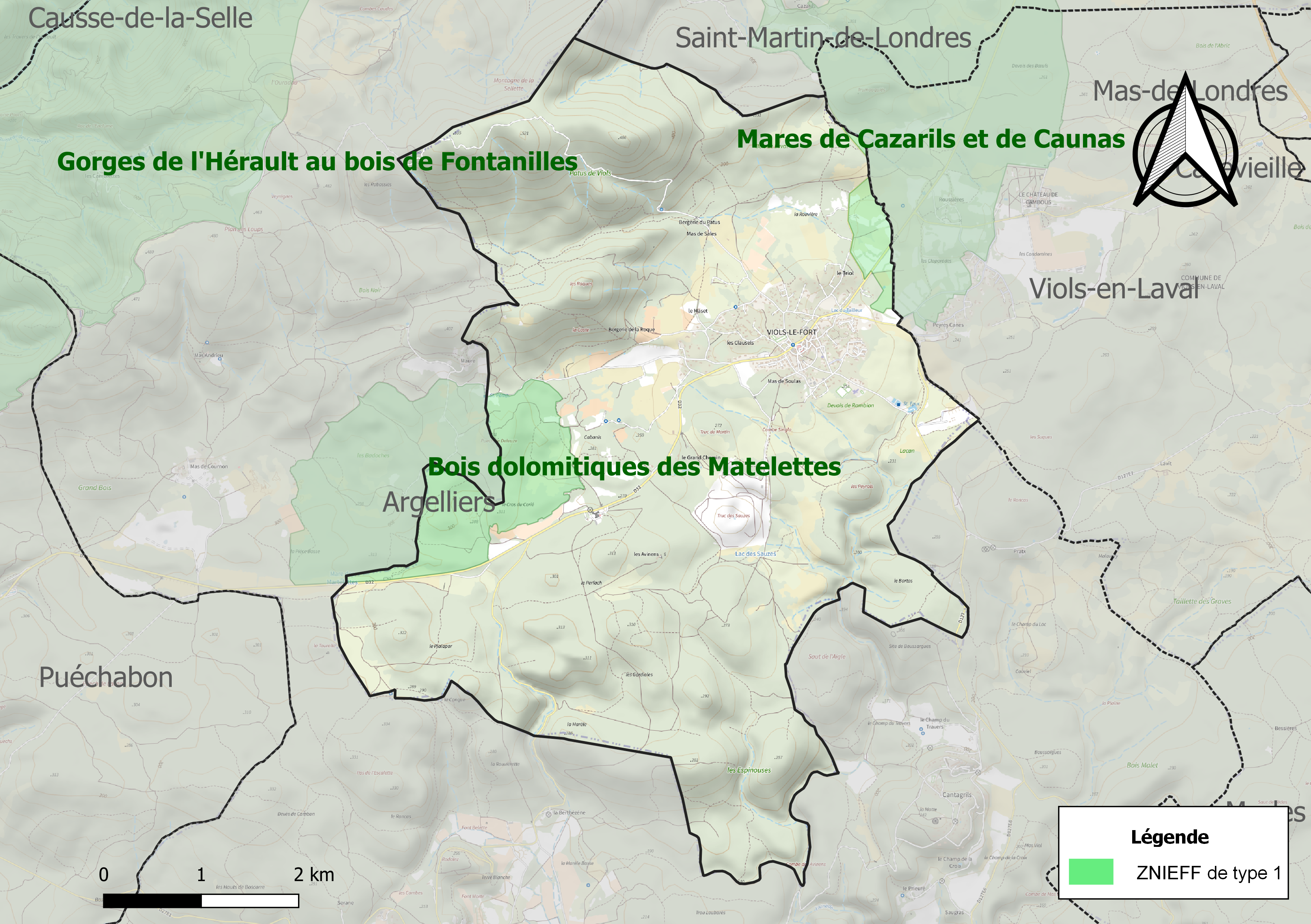
Carte des ZNIEFF de type 1 sur la commune.
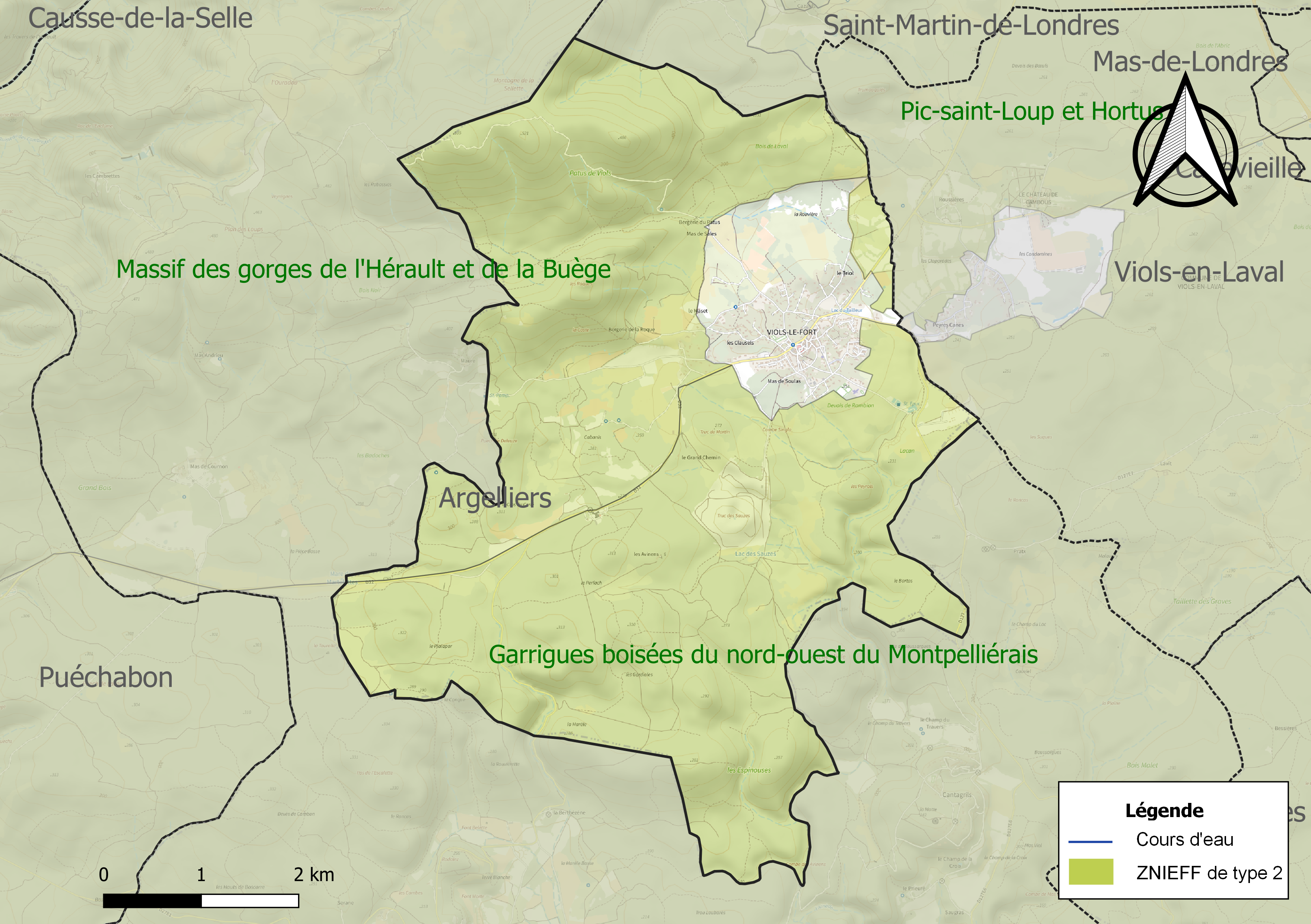
Carte des ZNIEFF de type 2 sur la commune.

## Urbanisme

### Typologie
Au 1er janvier 2024, Viols-le-Fort est catégorisée bourg rural, selon la nouvelle grille communale de densité à sept niveaux définie par l'Insee en 2022.
Elle est située hors unité urbaine. Par ailleurs la commune fait partie de l'aire d'attraction de Montpellier, dont elle est une commune de la couronne,. Cette aire, qui regroupe 161 communes, est catégorisée dans les aires de 700 000 habitants ou plus (hors Paris),.

### Occupation des sols
L'occupation des sols de la commune, telle qu'elle ressort de la base de données européenne d’occupation biophysique des sols Corine Land Cover (CLC), est marquée par l'importance des forêts et milieux semi-naturels (80,9 % en 2018), en diminution par rapport à 1990 (83,6 %). La répartition détaillée en 2018 est la suivante : milieux à végétation arbustive et/ou herbacée (77,1 %), zones agricoles hétérogènes (8 %), zones urbanisées (5,3 %), cultures permanentes (4 %), forêts (3,9 %), mines, décharges et chantiers (1,8 %). L'évolution de l’occupation des sols de la commune et de ses infrastructures peut être observée sur les différentes représentations cartographiques du territoire : la carte de Cassini (XVIIIe siècle), la carte d'état-major (1820-1866) et les cartes ou photos aériennes de l'IGN pour la période actuelle (1950 à aujourd'hui).

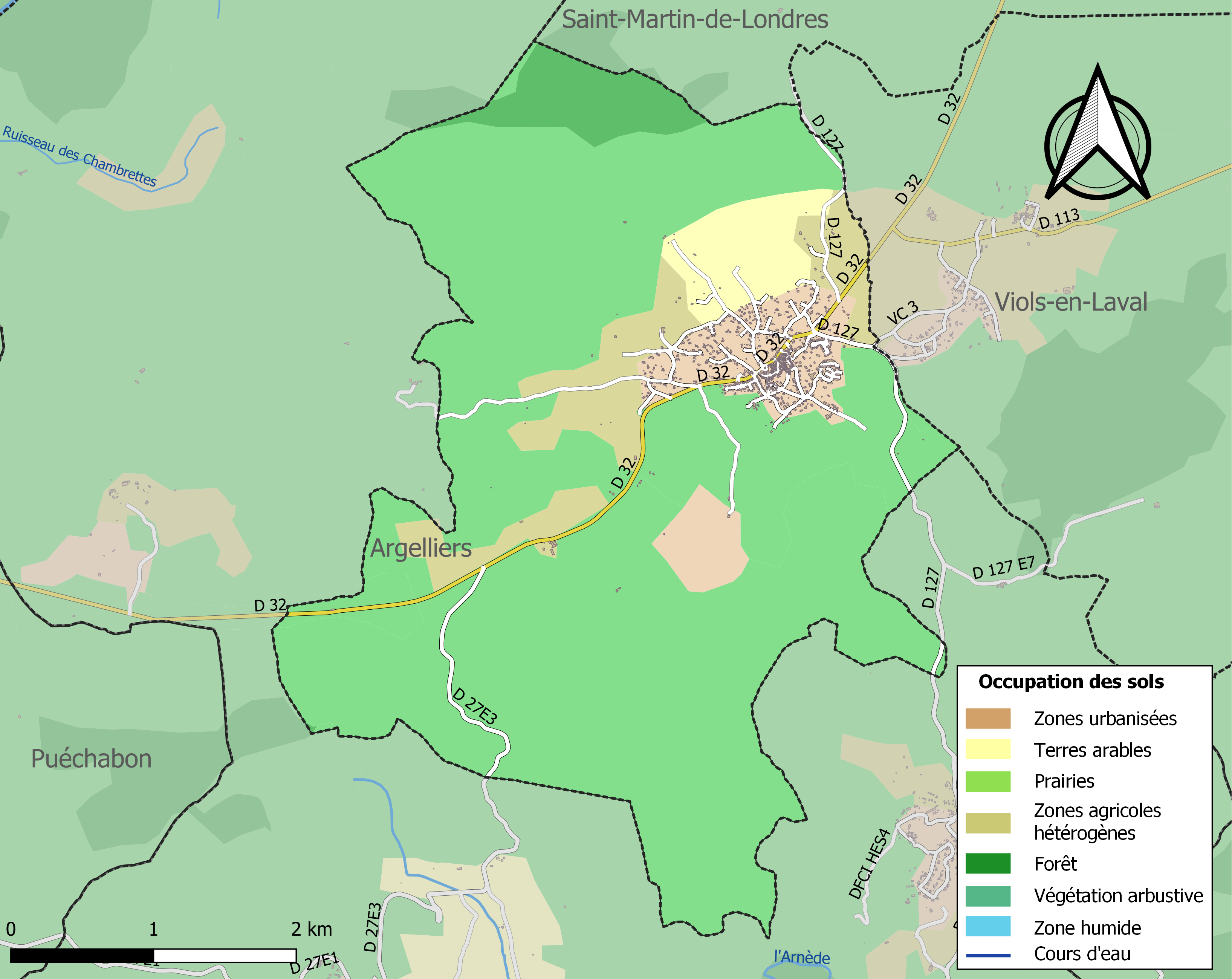
Carte des infrastructures et de l'occupation des sols de la commune en 2018 (CLC).

### Risques majeurs
Le territoire de la commune de Viols-le-Fort est vulnérable à différents aléas naturels : météorologiques (tempête, orage, neige, grand froid, canicule ou sécheresse), inondations, feux de forêts et séisme (sismicité faible). Un site publié par le BRGM permet d'évaluer simplement et rapidement les risques d'un bien localisé soit par son adresse soit par le numéro de sa parcelle.
Certaines parties du territoire communal sont susceptibles d’être affectées par le risque d’inondation par débordement de cours d'eau, notamment le ruisseau de Pallas et le ruisseau de la Calade. La commune a été reconnue en état de catastrophe naturelle au titre des dommages causés par les inondations et coulées de boue survenues en 1982, 1994 et 2003,.
Viols-le-Fort est exposée au risque de feu de forêt. Un plan départemental de protection des forêts contre les incendies (PDPFCI) a été approuvé en juin 2013 et court jusqu'en 2022, où il doit être renouvelé. Les mesures individuelles de prévention contre les incendies sont précisées par deux arrêtés préfectoraux et s’appliquent dans les zones exposées aux incendies de forêt et à moins de 200 mètres de celles-ci. L’arrêté du 25 avril 2002 réglemente l'emploi du feu en interdisant notamment d’apporter du feu, de fumer et de jeter des mégots de cigarette dans les espaces sensibles et sur les voies qui les traversent sous peine de sanctions. L'arrêté du 11 mars 2013 rend le débroussaillement obligatoire, incombant au propriétaire ou ayant droit,.

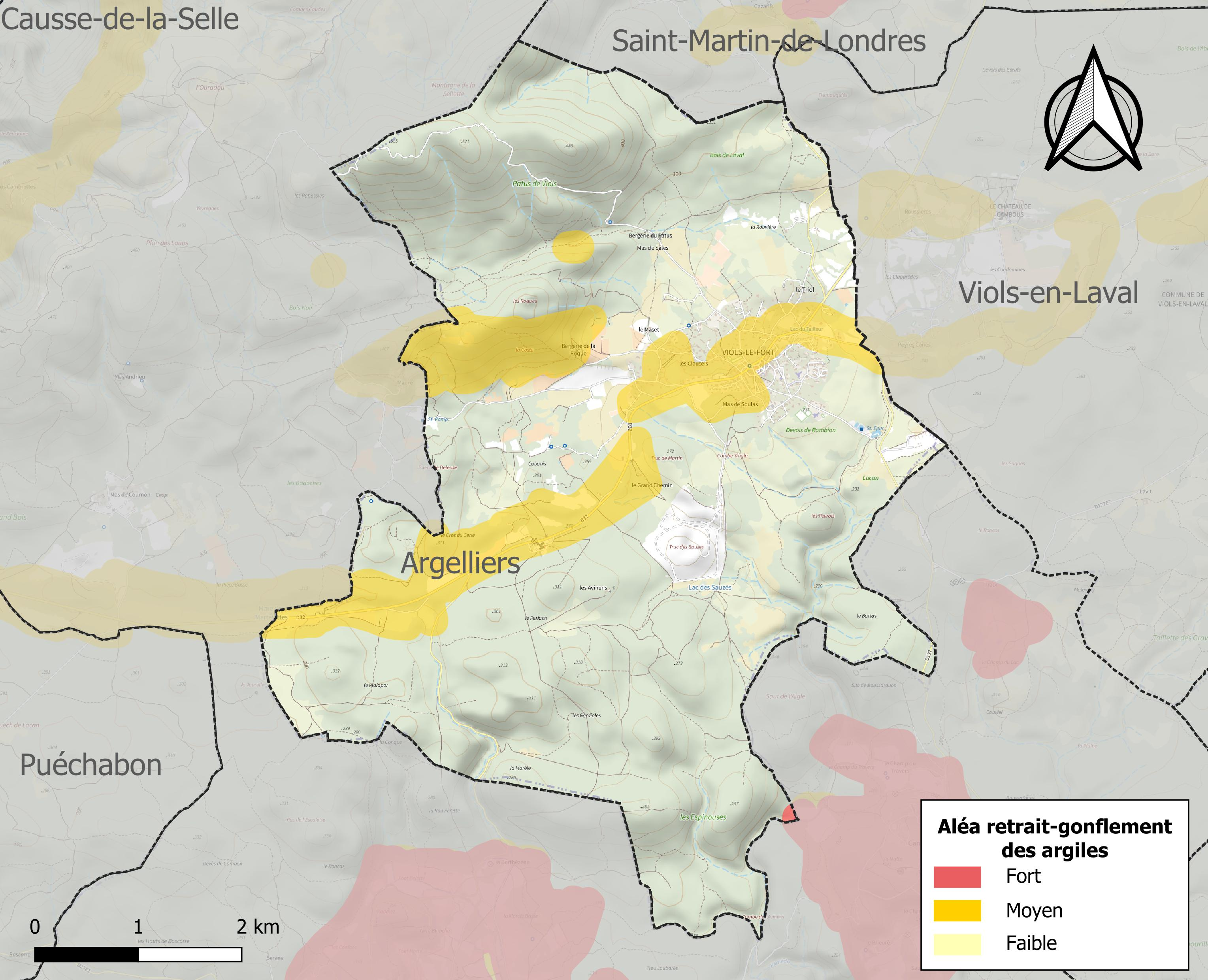
Carte des zones d'aléa retrait-gonflement des sols argileux de Viols-le-Fort.

Le retrait-gonflement des sols argileux est susceptible d'engendrer des dommages importants aux bâtiments en cas d’alternance de périodes de sécheresse et de pluie. 15,2 % de la superficie communale est en aléa moyen ou fort (59,3 % au niveau départemental et 48,5 % au niveau national). Sur les 515 bâtiments dénombrés sur la commune en 2019, 257 sont en aléa moyen ou fort, soit 50 %, à comparer aux 85 % au niveau départemental et 54 % au niveau national. Une cartographie de l'exposition du territoire national au retrait gonflement des sols argileux est disponible sur le site du BRGM,.
Par ailleurs, afin de mieux appréhender le risque d’affaissement de terrain, l'inventaire national des cavités souterraines permet de localiser celles situées sur la commune.

## Toponymie
L'origine du nom de « Viols-le-Fort » et de ses villageois reste un mystère.
Jusqu' à leur séparation, Viols-le-Fort et Viols-en-Laval étaient mentionnées sous un seul nom : de Volio (1109), de Voil (1127), de Bolio (1392), de Vyols (1579), Viol (1626) et Violz (1629). On trouve ensuite les noms de Viols la Val et de Viols le Fort (1740-60). Les premières formes de ce nom orientent vers une étymologie selon le nom de personne gaulois Vocula. Ce nom est passé de Voculo- à *vuòlh puis à viol, comme oculum a donné uòlh, oil puis œil. Il n'était pas rare à l'époque gauloise de donner aux domaines le nom de leur « chef », le plus souvent accompagné d'un suffixe, comme -acu, mais parfois non suffixé, comme ici. Au XVIè siècle, le nom de Viol a été confondu avec l'occitan viòl, « sentier, ruelle » et, la logique étant qu'un village soit fait de plusieurs ruelles, on ajouta un -s final pour aboutir au nom moderne, Viols.
Les habitants de la commune sont parfois nommés les siffleurs. L’origine de ce surnom est lié à la façon de prononcer le nom du village par laquelle la lettre « s » de Viols est sonore. Le bulletin d'information de la municipalité s'appelle d'ailleurs « Lou Sifflaïre de Viols » en hommage à ce sobriquet qui a traversé les âges.

## Histoire

### Héraldique
|  | Les armoiries de Viols-le-Fort se blasonnent ainsi : « D’azur à un Saint Étienne de carnation, vêtu en diacre, l’aube d’argent et la dalmatique de gueules bordée d’or, tenant d’une main une palme aussi d'or et de l’autre trois cailloux d'argent ensanglantés aussi de gueules ». La version actuelle est plus colorée que celle attribuée d'office par d'Hozier en septembre 1700 : « D’azur à un Saint-Étienne de carnation, vêtu en diacre, tenant en sa dextre une palme et en sa senestre trois cailloux, le tout d’or ». |

## Politique et administration

### Liste des maires
| Période   | Période   | Identité           | Étiquette | Qualité                |
| --------- | --------- | ------------------ | --------- | ---------------------- |
| 1947      | 1971      | André Vialla       |           |                        |
| 1971      | mars 2001 | Jean-Claude Vialla |           |                        |
| mars 2001 | mars 2014 | Jean-Marie Chalier | SE        | Éducation Nationale    |
| mars 2014 | juin 2020 | Pierre Louis       | SE        | Fonctionnaire          |
| juin 2020 | En cours  | Anne Durand        |           | Conseillère immobilier |

### Tendances politiques et résultats
| Scrutin             | Scrutin             | 1er tour | 1er tour    | 1er tour | 1er tour | 1er tour | 1er tour | 1er tour | 1er tour   | 1er tour | 1er tour | 1er tour   | 1er tour | 2d tour | 2d tour | 2d tour | 2d tour | 2d tour | 2d tour |
| Scrutin             | Scrutin             | 1er      | 1er         | %        | 2e       | 2e       | %        | 3e       | 3e         | %        | 4e       | 4e         | %        | 1er     | 1er     | %       | 2e      | 2e      | %       |
| ------------------- | ------------------- | -------- | ----------- | -------- | -------- | -------- | -------- | -------- | ---------- | -------- | -------- | ---------- | -------- | ------- | ------- | ------- | ------- | ------- | ------- |
| Présidentielle 2017 | Présidentielle 2017 |          | LFI         | 29,95    |          | FN       | 22,31    |          | EM         | 18,42    |          | LR         | 14,16    |         | EM      | 65,63   |         | FN      | 34,38   |
| Présidentielle 2022 | Présidentielle 2022 |          | LFI         | 31,16    |          | RN       | 21,24    |          | LREM       | 19,95    |          | REC        | 7,93     |         | LREM    | 59,14   |         | RN      | 40,86   |
| Législatives 2022   | 4e                  |          | LFI (NUPES) | 37,26    |          | RN       | 20,68    |          | LREM (ENS) | 19,83    |          | PS (diss.) | 9,23     |         | LFI     | 63,02   |         | RN      | 36,98   |
| Législatives 2024   | 4e                  |          | LFI (NFP)   | 48,58    |          | RN       | 31,06    |          | HOR (ENS)  | 18,43    |          | REC        | 1,29     |         | LFI     | 63,79   |         | RN      | 36,21   |

## Population et société

### Démographie
L'évolution du nombre d'habitants est connue à travers les recensements de la population effectués dans la commune depuis 1793. Pour les communes de moins de 10 000 habitants, une enquête de recensement portant sur toute la population est réalisée tous les cinq ans, les populations de référence des années intermédiaires étant quant à elles estimées par interpolation ou extrapolation. Pour la commune, le premier recensement exhaustif entrant dans le cadre du nouveau dispositif a été réalisé en 2008.

En 2022, la commune comptait 1 223 habitants, en évolution de +1,66 % par rapport à 2016 (Hérault : +7,49 %, France hors Mayotte : +2,11 %).
| 1793 | 1800 | 1806 | 1821 | 1831  | 1836  | 1841 | 1846 | 1851 |
| ---- | ---- | ---- | ---- | ----- | ----- | ---- | ---- | ---- |
| 722  | 563  | 790  | 974  | 1 102 | 1 047 | 998  | 943  | 982  |

| 1856 | 1861 | 1866 | 1872 | 1876 | 1881 | 1886 | 1891 | 1896 |
| ---- | ---- | ---- | ---- | ---- | ---- | ---- | ---- | ---- |
| 903  | 838  | 784  | 766  | 775  | 725  | 706  | 727  | 716  |

| 1901 | 1906 | 1911 | 1921 | 1926 | 1931 | 1936 | 1946 | 1954 |
| ---- | ---- | ---- | ---- | ---- | ---- | ---- | ---- | ---- |
| 703  | 686  | 617  | 611  | 601  | 580  | 497  | 338  | 340  |

| 1962 | 1968 | 1975 | 1982 | 1990 | 1999 | 2006  | 2008  | 2013  |
| ---- | ---- | ---- | ---- | ---- | ---- | ----- | ----- | ----- |
| 371  | 358  | 412  | 493  | 670  | 852  | 1 010 | 1 054 | 1 184 |

| 2018  | 2022  | - | - | - | - | - | - | - |
| ----- | ----- | - | - | - | - | - | - | - |
| 1 220 | 1 223 | - | - | - | - | - | - | - |

## Sports
Le Tambourin Club de Viols-le-Fort (TCVLF) porte les couleurs de la commune en balle au tambourin. L'équipe fanion masculine du TCV évolue en Nationale 1, la premiere division nationale de la discipline.

## Économie

### Revenus
En 2018, la commune compte 500 ménages fiscaux, regroupant 1 198 personnes. La médiane du revenu disponible par unité de consommation est de 22 400 € (20 330 € dans le département).

### Emploi
|                | 2008   | 2013   | 2018  |
| -------------- | ------ | ------ | ----- |
| Commune        | 7,3 %  | 8,7 %  | 5,8 % |
| Département    | 10,1 % | 11,9 % | 12 %  |
| France entière | 8,3 %  | 10 %   | 10 %  |

En 2018, la population âgée de 15 à 64 ans s'élève à 807 personnes, parmi lesquelles on compte 75 % d'actifs (69,1 % ayant un emploi et 5,8 % de chômeurs) et 25 % d'inactifs,. Depuis 2008, le taux de chômage communal (au sens du recensement) des 15-64 ans est inférieur à celui de la France et du département.
La commune fait partie de la couronne de l'aire d'attraction de Montpellier, du fait qu'au moins 15 % des actifs travaillent dans le pôle,. Elle compte 223 emplois en 2018, contre 206 en 2013 et 188 en 2008. Le nombre d'actifs ayant un emploi résidant dans la commune est de 564, soit un indicateur de concentration d'emploi de 39,6 % et un taux d'activité parmi les 15 ans ou plus de 61,5 %.
Sur ces 564 actifs de 15 ans ou plus ayant un emploi, 115 travaillent dans la commune, soit 20 % des habitants. Pour se rendre au travail, 87,9 % des habitants utilisent un véhicule personnel ou de fonction à quatre roues, 1,8 % les transports en commun, 5,2 % s'y rendent en deux-roues, à vélo ou à pied et 5,1 % n'ont pas besoin de transport (travail au domicile).

### Activités hors agriculture

#### Secteurs d'activités
152 établissements sont implantés  à Viols-le-Fort au 31 décembre 2019. Le tableau ci-dessous en détaille le nombre par secteur d'activité et compare les ratios avec ceux du département,.
| Secteur d'activité                                                                                        | Commune | Commune | Département |
| Secteur d'activité                                                                                        | Nombre  | %       | %           |
| --- | ------- | ------- | ----------- |
| Ensemble                                                                                                  | 152     | 100 %   | (100 %)     |
| Industrie manufacturière, industries extractives et autres                                                | 15      | 9,9 %   | (6,7 %)     |
| Construction                                                                                              | 20      | 13,2 %  | (14,1 %)    |
| Commerce de gros et de détail, transports, hébergement et restauration                                    | 27      | 17,8 %  | (28 %)      |
| Information et communication                                                                              | 9       | 5,9 %   | (3,3 %)     |
| Activités financières et d'assurance                                                                      | 2       | 1,3 %   | (3,2 %)     |
| Activités immobilières                                                                                    | 4       | 2,6 %   | (5,3 %)     |
| Activités spécialisées, scientifiques et techniques et activités de services administratifs et de soutien | 25      | 16,4 %  | (17,1 %)    |
| Administration publique, enseignement, santé humaine et action sociale                                    | 35      | 23 %    | (14,2 %)    |
| Autres activités de services                                                                              | 15      | 9,9 %   | (8,1 %)     |

Le secteur de l'administration publique, l'enseignement, la santé humaine et l'action sociale est prépondérant sur la commune puisqu'il représente 23 % du nombre total d'établissements de la commune (35 sur les 152 entreprises implantées  à Viols-le-Fort), contre 14,2 % au niveau départemental.

#### Entreprises et commerces
Les trois entreprises ayant leur siège social sur le territoire communal qui génèrent le plus de chiffre d'affaires en 2020 sont : 
- Nouvelles Carrières Du Pic ST Loup, exploitation de gravières et sablières, extraction d'argiles et de kaolin (5 621 k€) ;
- Bâtir, exploitation de gravières et sablières, extraction d'argiles et de kaolin (1 916 k€) ;
- Transports Pic Saint Loup, transports routiers de fret de proximité (915 k€).

### Agriculture
|               | 1988  | 2000 | 2010 | 2020 |
| ------------- | ----- | ---- | ---- | ---- |
| Exploitations | 33    | 25   | 5    | 4    |
| SAU (ha)      | 1 026 | 901  | 19   | 147  |

La commune est dans les Garrigues, une petite région agricole occupant une partie du centre et du nord-est du département de l'Hérault. En 2020, l'orientation technico-économique de l'agriculture  sur la commune est la polyculture et/ou le poly-élevage. Quatre exploitations agricoles ayant leur siège dans la commune sont dénombrées lors du recensement agricole de 2020 (33 en 1988). La superficie agricole utilisée est de 147 ha,,.

## Culture locale et patrimoine

### Lieux et monuments
- Tour du Fanabregol (ou Fabregol) : clocher situé au cœur du village ;
- Église de l'Invention-de-Saint-Étienne de Viols-le-Fort ;
- Dolmen de la Draille.

## Galerie

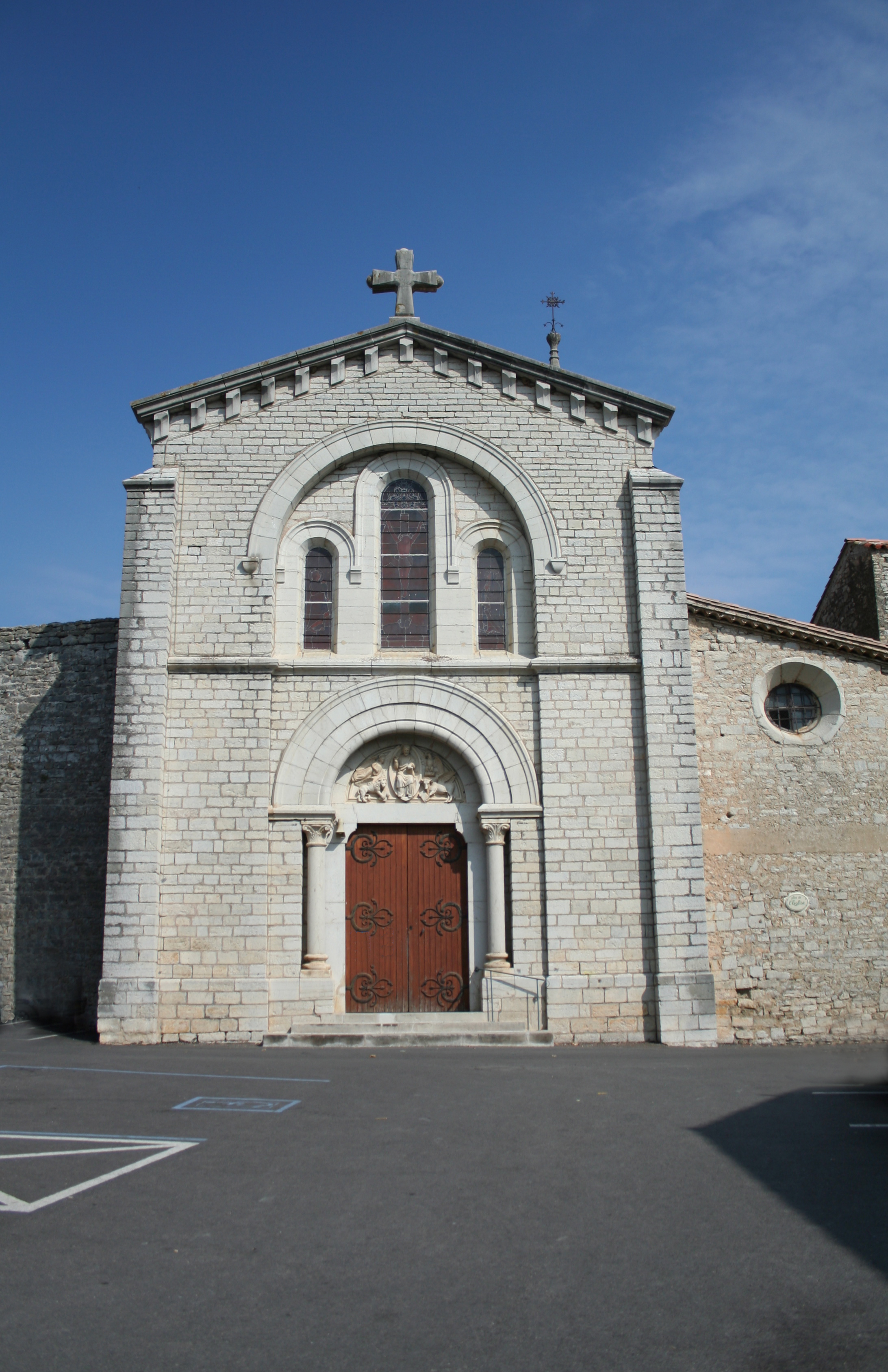
Vue de la façade de l'église de l'Invention-de-Saint-Étienne.
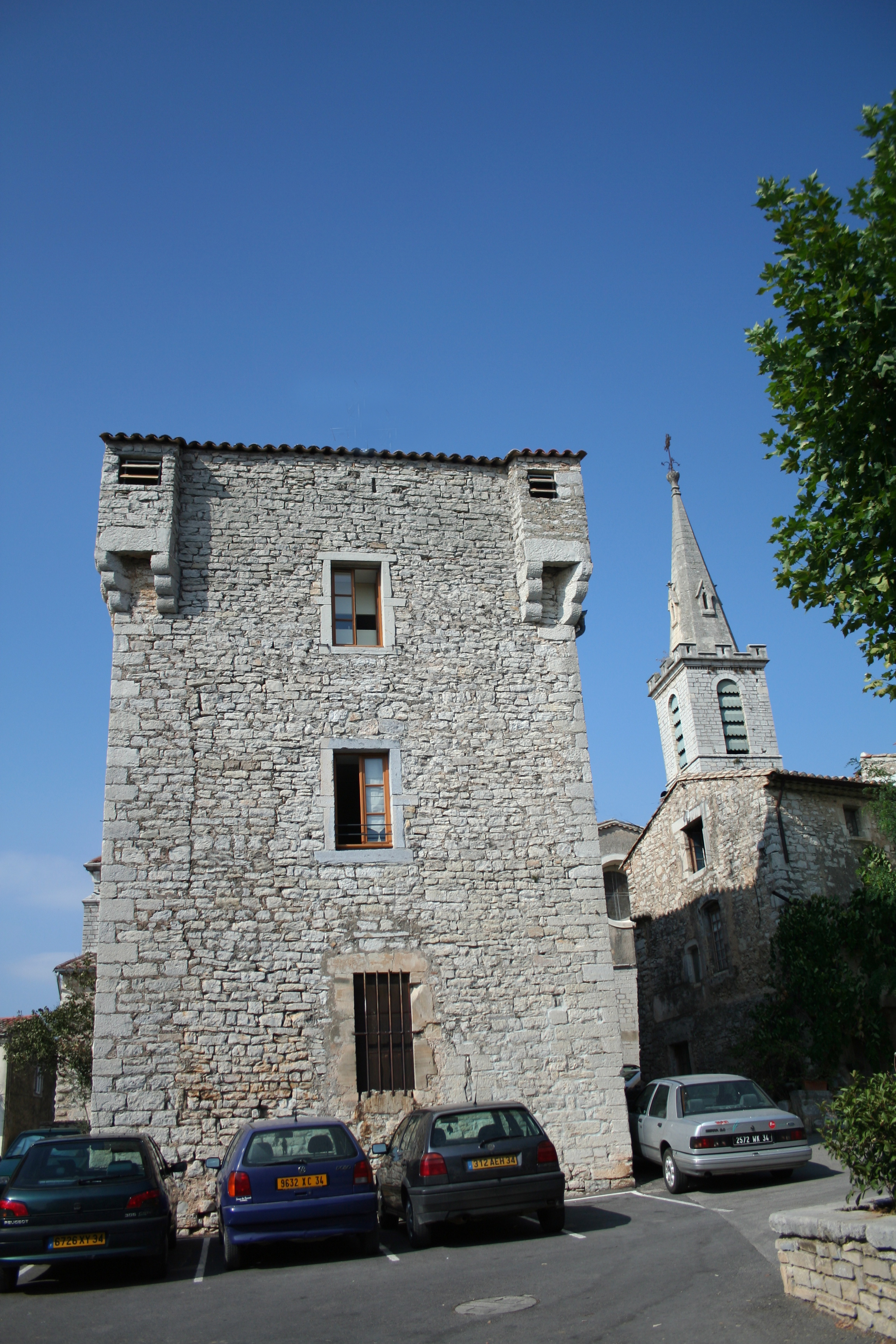
Vue du fort.
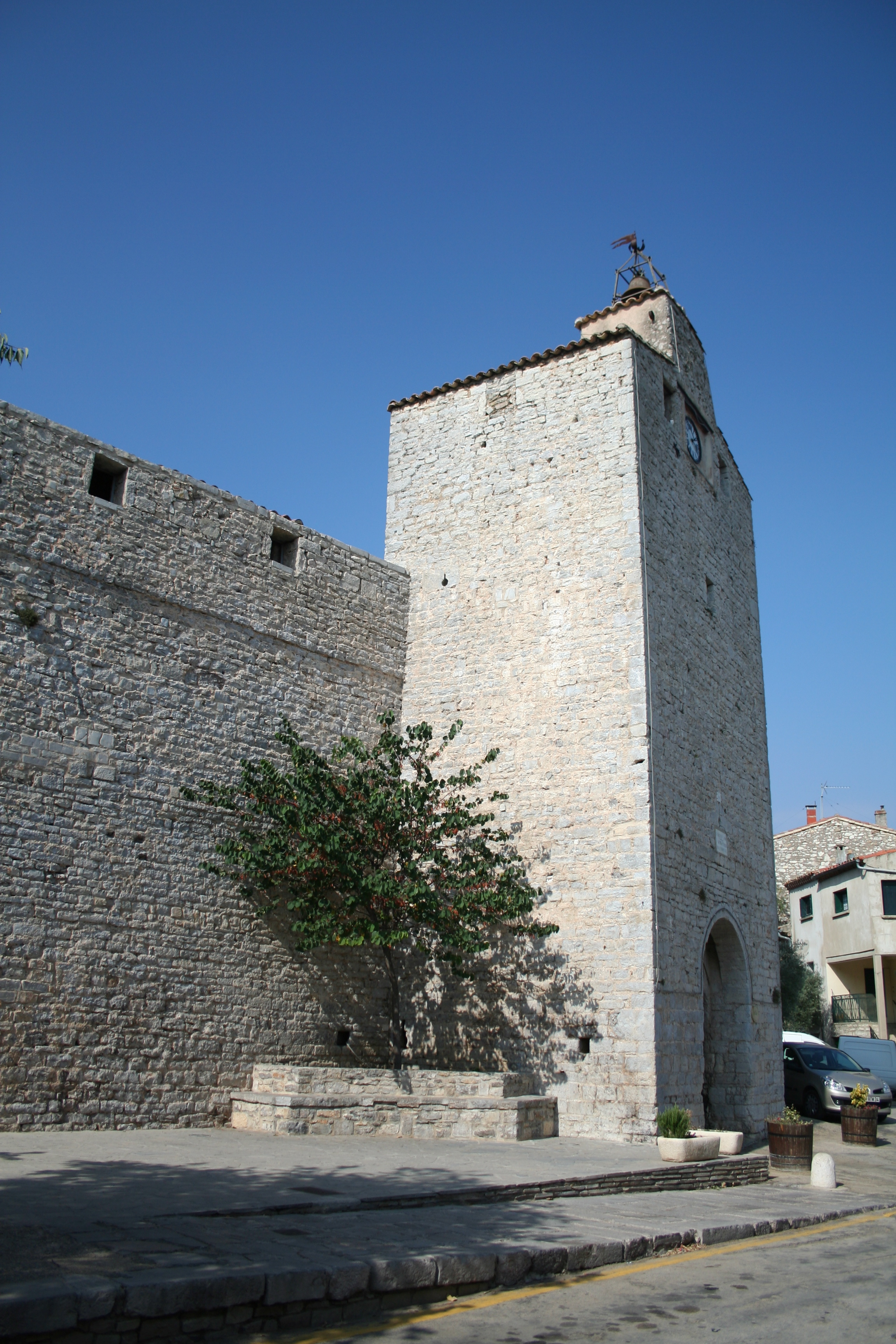
Vue de la Porte Fabregol.
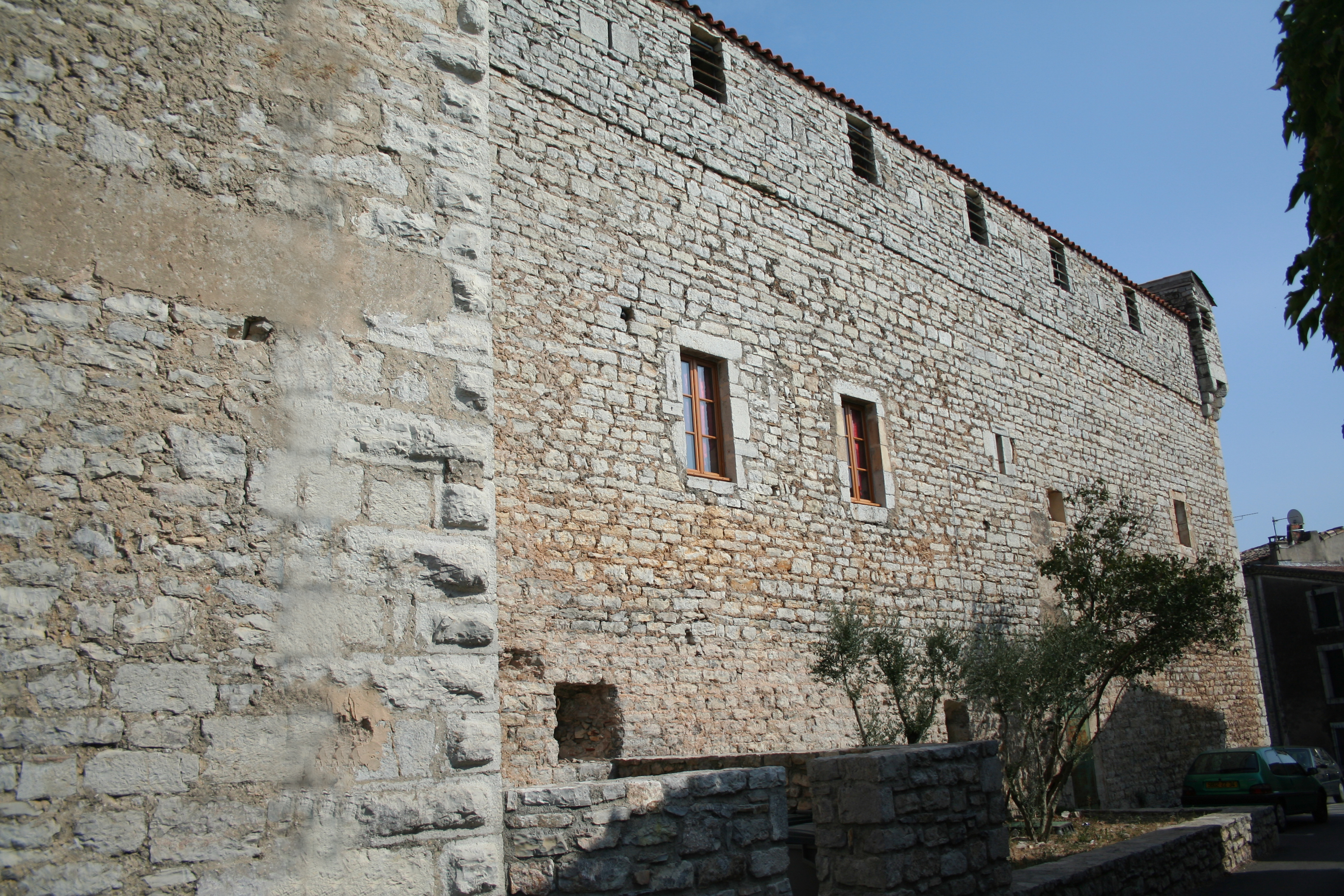
Vue d'un côté latéral du fort.
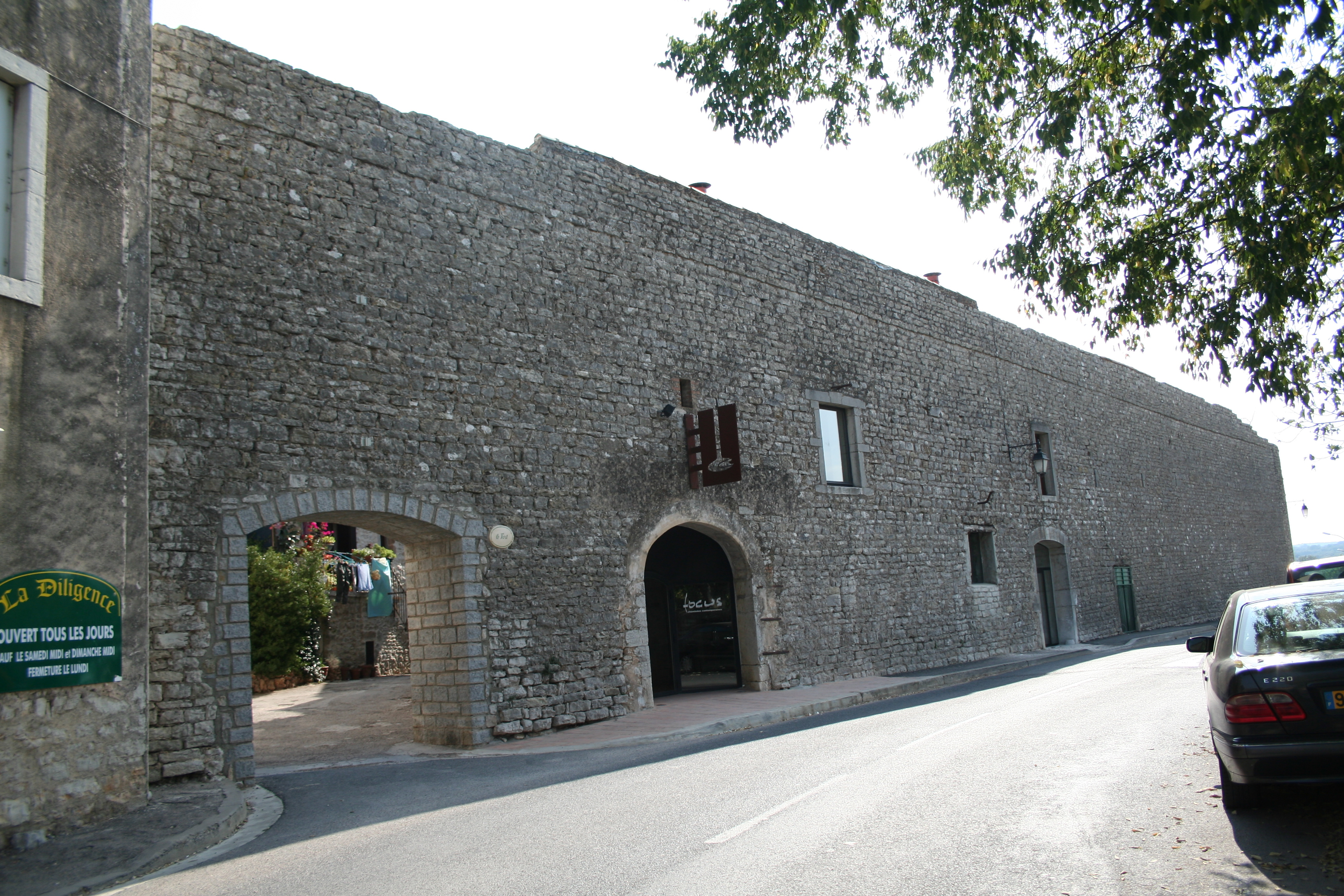
Vue des remparts.
Affiche de la fête de plein air [1945-1955].

### Personnalités liées à la commune
- Père André Soulas (1808-1857).